# USS Texas (SSN-775)
USS Texas (SSN-775) – amerykański atomowy okręt podwodny, druga w kolejności powstania jednostka typu Virginia. Okręty tego typu służą zarówno do wykonywania klasycznych działań myśliwskich okrętów podwodnych, jak też wsparcia działań lądowych i operacji floty nawodnej, zwłaszcza na wodach płytkich i przybrzeżnych.

## Historia okrętu

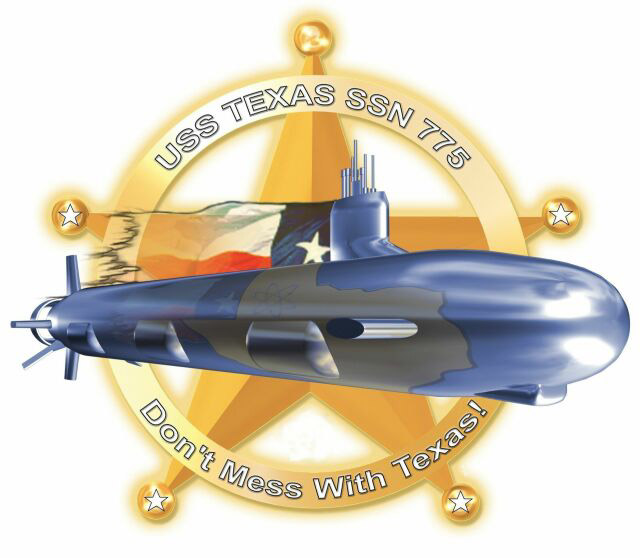
Logo okrętu

Okręt został zbudowany przez Northrop Grumman Newport News Budowę rozpoczęto w 1998 roku a  stępkę położono 12 lipca 2002 roku. Dokładnie dwa lata później Laura Bush – żona prezydenta Busha ochrzciła okręt.
Będąc pod dowództwem komandora Johna Litherlanda, okręt popłynął do portu w Teksasie, gdzie został powołany do służby w Marynarce Wojennej USA. Z dniem 9 września 2006 roku dołączył do Floty Atlantyckiej.

## Dane techniczne
- Maksymalne zanurzenie – 243 m